# Alsószombatfalva
Alsószombatfalva (románul Sâmbăta de Jos, németül Untermühlendorf vagy Untersombath): falu Romániában, Erdélyben, Brassó megyében.

## Fekvése
Fogarastól 13 km-re nyugatra, az Olt folyó partján fekszik.

## Története
Első említése 1534-ből való, Zombata néven. Fogarasföldi román falu és vásárhely volt. 1632-ben 46 jobbágy családfőt (közöttük négy halászt és egy madarászt és kisbojárokat is), két moldvai zsellért és egy papot írtak össze benne. 1721-től az erdélyi görögkatolikus püspök székhelye és birtokközpontja.  1705. május 15-i rendeletében Rákóczi fejedelem Szappanos Mihálynak adományozta a falut, a haza védelmére áldozott élet jutalmául.[forrás?] 1722-ben 180 jobbágycsalád lakta. 1738-ban a püspöki székhelyet Balázsfalvára helyezték át. Benkő József említést tett lakóházainak szépségéről. A 19. század első felében a Julián-naptár szerinti áldozócsütörtökön tartották nagy juhvásárát, ahová főleg Havasalföldről hajtottak juhokat. 1875-ben itt hozták létre az akkori Magyarország negyedik ménesuradalmát (Kisbér, Mezőhegyes és Bábolna után), a mezőhegyesi birtokról származó lipicai tenyészlovakkal. A ménesbirtok kis falut alkotott a régi mellett, főként székely béresekkel, saját iskolával és óvodával. 1876-tól Fogaras vármegyéhez tartozott. 1912-ben a ménest Bábolnára költöztették. 1914-ben autóbuszjáratot indítottak Alsószombatfalva és Szentágota között.

## Lakossága
1850-ben 434 lakosából 417 román nemzetiségű és ortodox vallású volt.
1910-ben 986 lakosából 689 román, 259 magyar, 26 német és 10 szlovák anyanyelvű, 676 ortodox, 125 református, 93 római katolikus, 28 zsidó, 25 unitárius, 21 evangélikus és 18 görögkatolikus vallású volt.
2002-ben az 552 lakosból 457 román és 90 cigány nemzetiségű, 545 ortodox vallású.

## Látnivalók
- Az 1750-ben épült, barokk Brukenthal-kastély ma a méntelep és az erdőgazdaság központja, park veszi körül.
- Lipicai ménese Európában az egyik legnagyobb anyakanca-állománnyal rendelkezik. Innen származó lovakkal lett világbajnok a fogathajtó Lázár Vilmos.
- Az ortodox templom 1802-ben épült.

## Híres emberek
- 1821. július 21-én itt járt Széchenyi István.
- A ménesuradalom parancsnoka volt Bárd Miklós költő.